# Antrodiaetus roretzi
Espèce
Synonymes
- Acattyma roretzii L. Koch, 1878

Antrodiaetus roretzi est une espèce d'araignées mygalomorphes de la famille des Antrodiaetidae.

## Distribution
Cette espèce est endémique de Honshū au Japon,.

## Publication originale
- L. Koch, 1878 : Japanesische Arachniden und Myriapoden. Verhandlungen der Zoologisch-Botanischen Gesellschaft in Wien, vol. 27, p. 735-798 (texte intégral)